# دوروثي هايندان
دوروثي هايندان (بالإنجليزية: Dorothy Elliston Hindman)‏ هي معلمة موسيقى وملحنة وموسيقية أمريكية، ولدت في 1966 في ميامي في الولايات المتحدة.